# Bertrange
Bertrange é uma comuna do Luxemburgo, pertence ao distrito de Luxemburgo e ao cantão de Luxemburgo.

## Demografia
Dados do censo de 15 de fevereiro de 2001:
- população total: 5.514
  - homens: 2.727
  - mulheres: 2.787
- densidade: 317,08 hab./km²
- distribuição por nacionalidade:

| Nacionalidade  | População | %      |
| -------------- | --------- | ------ |
| luxemburgueses | 3.076     | 55,79% |
| estrangeiros   | 2.438     | 44,21% |
| - portugueses  | 466       | 8,45%  |
| - franceses    | 358       | 6,49%  |
| - italianos    | 450       | 8,16%  |
| - belgas       | 257       | 4,66%  |
| - alemães      | 146       | 2,65%  |
| - iuguslavos   | 105       | 1,90%  |
| - outros       | 656       | 11,90% |

- Crescimento populacional:

| Ano        | População |
| ---------- | --------- |
| 15/02/2001 | 5.514     |
| 01/01/2002 | 5.506     |
| 01/01/2003 | 5.484     |
| 01/01/2004 | 5.626     |
| 01/01/2005 | 5.724     |